# Richterberg
Der Richterberg ist eine Erhebung in Schwarzbach im sächsischen Erzgebirge.

## Geographie
Der Richterberg ist mit 644 m ü. NN die höchste Erhebung des Elterleiner Ortsteils Schwarzbach. Obwohl der Berg vom Richterwald bedeckt ist, hat man einen guten Ausblick, sowohl über Elterlein und Schwarzbach, zum Beispiel die Dorfkirche und die Mahlmühle, als auch über Oberbecken und Auersberg. Vom nicht weit entfernten Spiegelwaldblick hat man außerdem gute Sicht über den Grünhain-Beierfelder Ortsteil Waschleithe, den König-Albert-Turm und den Geyrischen Fernsehturm.

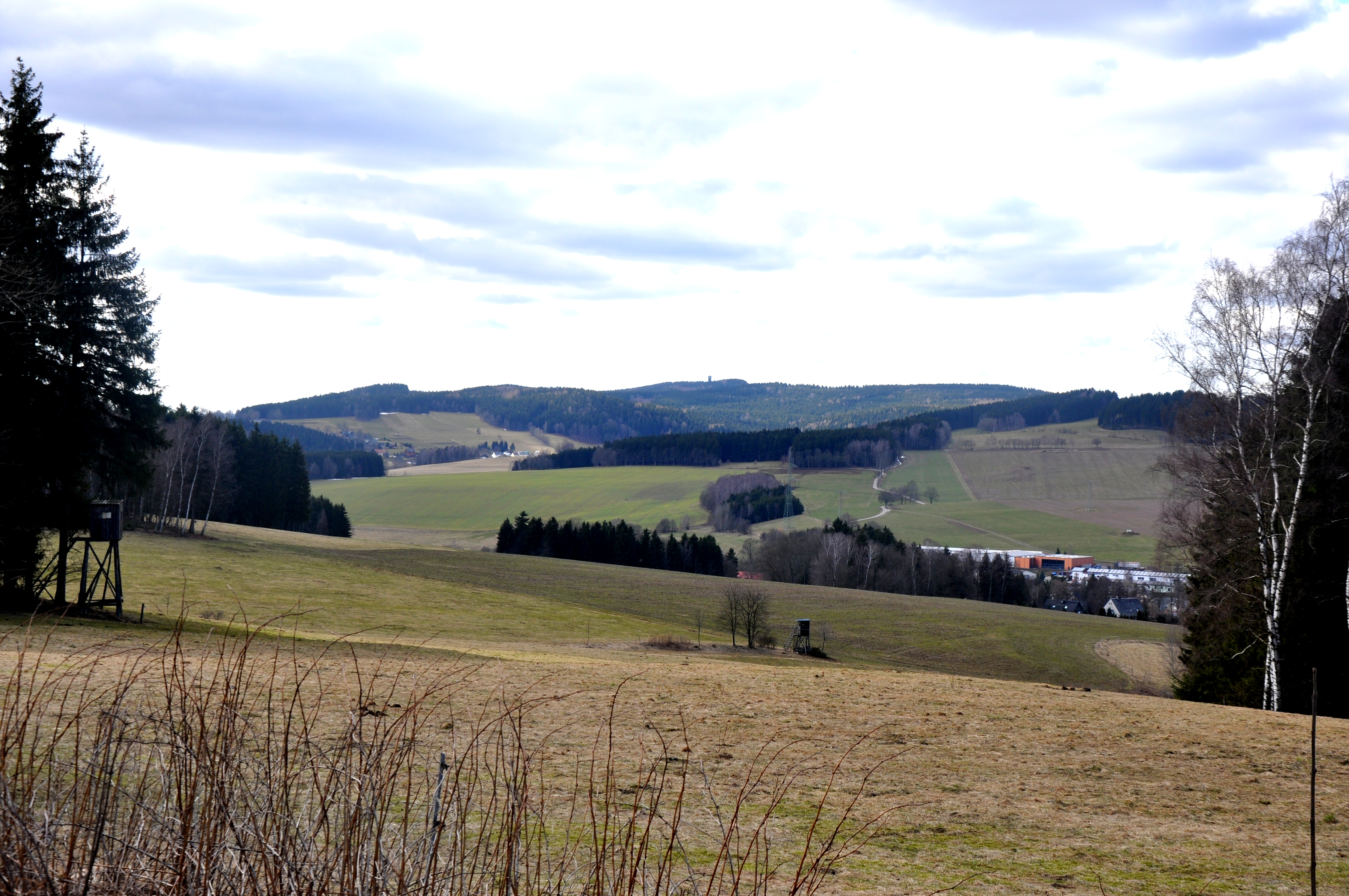
„Spiegelwaldblick“ (v. r. n. l.:) Schwarzbach, Spiegelwald mit König-Albert-Turm, Waschleithe
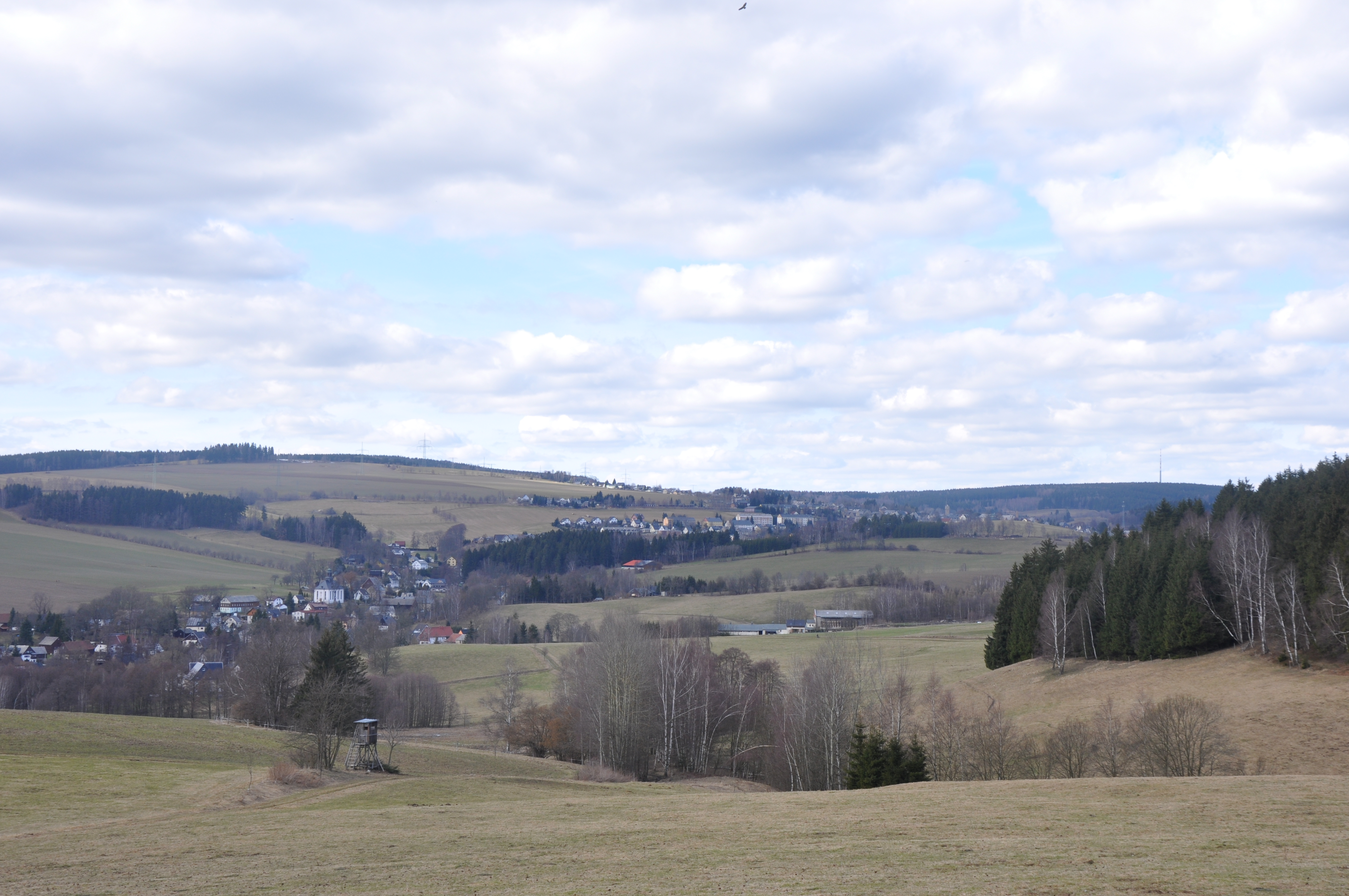
Blick vom Richterberg (v. r. n. l.:) Geyerscher Wald mit Fernsehturm, Elterlein mit Schatzenstein, Schwarzbach